# South Cle Elum
South Cle Elum – miasto w Stanach Zjednoczonych, w stanie Waszyngton, w hrabstwie Kittitas.